# New Sharon, Iowa
New Sharon là một thành phố thuộc quận Mahaska, tiểu bang Iowa, Hoa Kỳ. Năm 2010, dân số của thành phố này là 1293 người.

## Dân số
Dân số qua các năm:
- Năm 2000: 1301 người.
- Năm 2010: 1293 người.